# Гербранди, Питер
Питер Шурдс Гербранди (нидерл. Pieter Sjoerds Gerbrandy; 13 апреля 1885 — 7 сентября 1961) — нидерландский политик, премьер-министр страны в 1940—1945 гг.

## Ранняя биография
Питер Гербранди родился в небольшой деревне около города Снек в провинции Фрисландия. Посещал христианскую начальную школу в Гауве, основанную его отцом. После окончания начальной школы родители отправили его в первую христианскую гимназию в Зеттене. В 1911 году закончил Свободный университет в Амстердаме, получив степень доктора права. С 1911 по 1920 работал адвокатом в Лейдене, а затем в Снеке. Во время Первой мировой войны был офицером запаса. С 1920 по 1930 он был депутатом от Фрисландии в Палате представителей. В августе 1939 Гербранди стал министром юстиции в правительстве Дирка Яна де Гера.

## Глава правительства в изгнании
В мае 1940 Нидерланды были оккупированы Германией. Королева Вильгельмина и правительство эвакуировались в Лондон. Премьер-министр де Гер стоял за заключение сепаратного мира с Гитлером. Он был отправлен королевой в отставку, вернулся в Нидерланды и пошел на сотрудничество с оккупантами. Правительство в изгнании возглавил Гербранди, который также стал министром по делам колоний. По его инициативе началась работа «Radio Orange», вещавшего на оккупированную территорию. В правительство Гербранди входили представители всех основных политических сил страны — Антиреволюционной партии, Христианско-исторического союза, Римско-католической государственной партии и Социал-демократической рабочей партии. В начале 1945 социал-демократы вышли из состава правительства. После освобождения части Нидерландов в первые месяцы 1945 правительство переехало в город Остервейк (Северный Брабант). Гербранди подал в отставку после полного освобождения территории страны.

## После войны
После отставки Гербранди занимался проблемами колоний, выступал с критикой позиции голландских властей по индонезийскому вопросу. Поддерживал создание Южно-Молуккской республики. В 1948—1959 гг. вновь был депутатом Палаты представителей. Скончался в Гааге в 1961 г.

## Личная жизнь
18 мая 1911 года женился на Хендрине Элизабет Сиккель (26 февраля 1886 — 4 мая 1980). В браке родилось трое детей: два сына и дочь.

## Память
В его честь названа Башня Гербранди.